# Serie A1 2000-2001 (pallamano maschile)
La Serie A1 2000-2001 è stata la 32ª edizione del massimo campionato nazionale italiano di pallamano maschile.

Esso venne organizzato dalla Federazione Italiana Giuoco Handball.

La competizione è iniziata il 30 settembre 2000 e si è conclusa il 19 maggio 2001.

Il torneo fu vinto dalla Pallamano Trieste per la 16ª volta nella sua storia.

A retrocedere in serie A2 furono l'Unione Sportiva Mordano, la Pallamano Haenna e il Circolo Canottieri Ortigia.

## Formula del torneo

### Stagione regolare
Il campionato si svolse tra 14 squadre che si affrontarono in una fase iniziale con la formula del girone unico all'italiana con partite di andata e ritorno.

Per ogni incontro i punti assegnati in classifica sono così determinati:
- tre punti per la squadra che vinca l'incontro;
- un punto per il pareggio;
- zero punti per la squadra che perda l'incontro.

### Play off scudetto
Le squadre classificate dal 1º all'8º posto alla fine della stagione regolare parteciparono ai play off scudetto che si disputarono con la formula ad eliminazione diretta dagli ottavi di finale in poi, al meglio di due gare su tre.
La squadra 1ª classificata al termine dei play off fu proclamata campione d'Italia.

### Play-out
Le squadre classificate dal 9º e al 12º posto di serie A1 disputarono i play-out con la formula ad eliminazione diretta; la perdente dei play out fu retrocessa in serie A2.

### Rettrocessioni
Le squadre classificate al 13º e al 14º posto retrocedettero direttamente in serie A2.

## Squadre partecipanti
| Città                 | Club           | Palasport               | Sponsor      | Stagione 1999-2000          |
| --------------------- | -------------- | ----------------------- | ------------ | --------------------------- |
| Bologna               | Bologna United | PalaSavena              |              | 5ª in Serie A1              |
| Bressanone (BZ)       | Brixen         | Palasport di Bressanone | Forst        | 4ª in Serie A1              |
| Conversano (BA)       | Conversano     | Pala San Giacomo        | Papillon     | 8ª in Serie A1              |
| Enna                  | Haenna         | Palasport di Enna       | ACSI         | 9ª in Serie A1              |
| Fasano (BR)           | Junior Fasano  | Palestra Zizzi          |              | 13ª in Serie A1 (Ripescato) |
| Mazara del Vallo (TP) | Mazara         | Pala Affacciata         |              | 1ª in Serie A2 - Girone B   |
| Merano (BZ)           | Meran          | Centro Carlo Wolf       | Torggler     | 7ª in Serie A1              |
| Modena                | Modena         | Pala Molza              | Gammadue     | 6ª in Serie A1              |
| Mordano (BO)          | Mordano        | Palasport di Mordano    | Eurovo       | 10ª in Serie A1             |
| Prato                 | Prato          | Pala Consiag            | Al.Pi.       | 2ª in Serie A1              |
| Rovigo                | Tassina Rovigo | Palasport di Rovigo     | San Leopoldo | 1ª in Serie A2 - Girone A   |
| Rubiera (RE)          | Rubiera        | Pala Bursi              | Arag         | 3ª in Serie A1              |
| Siracusa              | Ortigia        | Pala Lo Bello           |              | 12ª in Serie A1             |
| Trieste               | Trieste        | Pala Chiarbola          | Coop Essepiù | Campione d'Italia 1999-2000 |

## Stagione regolare

### Risultati
| Andata  | Andata | 1ª/14ª giornata      | Ritorno | Ritorno |
|         |        |                      |         |         |
| 30 set. | 21-19  | Mazara - Prato       | 17-20   | 3 feb.  |
| 30 set. | 21-12  | Rovigo - Siracusa    | 26-21   | 3 feb.  |
| 30 set. | 24-26  | Bressanone - Modena  | 23-22   | 3 feb.  |
| 30 set. | 22-21  | Conversano - Trieste | 24-32   | 3 feb.  |
| 30 set. | 24-21  | Bologna - Mordano    | 29-19   | 3 feb.  |
| 30 set. | 32-26  | Enna - Fasano        | 29-30   | 3 feb.  |
| 30 set. | 23-23  | Merano - Rubiera     | 21-23   | 3 feb.  |

| Andata | Andata | 2ª/15ª giornata       | Ritorno | Ritorno |
|        |        |                       |         |         |
| 7 ott. | 26-20  | Rubiera - Mazara      | 27-26   | 10 feb. |
| 7 ott. | 29-30  | Fasano - Merano       | 28-28   | 10 feb. |
| 7 ott. | 25-24  | Prato - Enna          | 5-0     | 10 feb. |
| 7 ott. | 26-18  | Modena - Rovigo       | 29-24   | 10 feb. |
| 7 ott. | 24-28  | Mordano - Conversano  | 18-23   | 10 feb. |
| 7 ott. | 16-28  | Siracusa - Bressanone | 18-29   | 10 feb. |
| 7 ott. | 28-24  | Trieste - Bologna     | 26-24   | 10 feb. |

| Andata  | Andata | 3ª/16ª giornata      | Ritorno | Ritorno |
|         |        |                      |         |         |
| 14 ott. | 26-31  | Enna - Merano        | 18-25   | 17 feb. |
| 14 ott. | 26-17  | Modena - Siracusa    | 34-24   | 17 feb. |
| 14 ott. | 26-25  | Mazara - Fasano      | 27-27   | 17 feb. |
| 14 ott. | 16-27  | Bologna - Rubiera    | 28-26   | 17 feb. |
| 14 ott. | 20-19  | Conversano - Prato   | 23-23   | 17 feb. |
| 14 ott. | 20-27  | Rovigo - Trieste     | 22-26   | 17 feb. |
| 14 ott. | 24-14  | Bressanone - Mordano | 20-21   | 17 feb. |

| Andata  | Andata | 4ª/17ª giornata      | Ritorno | Ritorno |
|         |        |                      |         |         |
| 21 ott. | 28-24  | Enna - Mazara        | 23-29   | 24 feb. |
| 21 ott. | 26-24  | Merano - Bologna     | 22-19   | 24 feb. |
| 21 ott. | 31-24  | Rubiera - Conversano | 27-24   | 24 feb. |
| 21 ott. | 36-15  | Trieste - Siracusa   | 33-17   | 24 feb. |
| 21 ott. | 19-29  | Mordano - Modena     | 17-32   | 24 feb. |
| 21 ott. | 27-20  | Prato - Rovigo       | 23-24   | 24 feb. |
| 21 ott. | 21-27  | Fasano - Bressanone  | 19-30   | 24 feb. |

| Andata  | Andata | 5ª/18ª giornata      | Ritorno | Ritorno |
|         |        |                      |         |         |
| 28 ott. | 17-25  | Siracusa - Prato     | 19-30   | 3 mar.  |
| 28 ott. | 24-16  | Rovigo - Mordano     | 18-23   | 3 mar.  |
| 28 ott. | 32-31  | Mazara - Merano      | 18-27   | 3 mar.  |
| 28 ott. | 30-26  | Bologna - Enna       | 26-26   | 3 mar.  |
| 28 ott. | 27-19  | Conversano - Fasano  | 29-30   | 3 mar.  |
| 28 ott. | 24-26  | Modena - Trieste     | 18-20   | 3 mar.  |
| 28 ott. | 24-24  | Bressanone - Rubiera | 21-23   | 3 mar.  |

| Andata | Andata | 6ª/19ª giornata     | Ritorno | Ritorno |
|        |        |                     |         |         |
| 4 nov. | 26-37  | Enna - Conversano   | 22-33   | 10 mar. |
| 4 nov. | 27-28  | Mazara - Bologna    | 19-25   | 10 mar. |
| 4 nov. | 17-23  | Prato - Trieste     | 18-27   | 10 mar. |
| 4 nov. | 24-17  | Rubiera - Modena    | 19-25   | 10 mar. |
| 4 nov. | 24-16  | Mordano - Siracusa  | 26-21   | 10 mar. |
| 4 nov. | 22-21  | Fasano - Rovigo     | 19-22   | 10 mar. |
| 4 nov. | 17-16  | Merano - Bressanone | 19-25   | 10 mar. |

| Andata  | Andata | 7ª/20ª giornata     | Ritorno | Ritorno |
|         |        |                     |         |         |
| 11 nov. | 31-24  | Conversano - Merano | 25-25   | 17 mar. |
| 11 nov. | 25-27  | Siracusa - Enna     | 20-31   | 17 mar. |
| 11 nov. | 23-23  | Modena - Prato      | 28-27   | 17 mar. |
| 11 nov. | 23-15  | Bressanone - Mazara | 26-21   | 17 mar. |
| 11 nov. | 18-24  | Rovigo - Rubiera    | 20-27   | 17 mar. |
| 11 nov. | 27-17  | Trieste - Mordano   | 28-26   | 17 mar. |
| 11 nov. | 29-26  | Bologna - Fasano    | 31-28   | 17 mar. |

| Andata  | Andata | 8ª/21ª giornata      | Ritorno | Ritorno |
|         |        |                      |         |         |
| 18 nov. | 22-22  | Mazara - Conversano  | 27-34   | 24 mar. |
| 18 nov. | 33-24  | Bologna - Bressanone | 19-27   | 24 mar. |
| 18 nov. | 22-15  | Prato - Mordano      | 23-24   | 24 mar. |
| 18 nov. | 27-27  | Rubiera - Trieste    | 25-32   | 24 mar. |
| 18 nov. | 30-30  | Enna - Modena        | 25-34   | 24 mar. |
| 18 nov. | 34-22  | Fasano - Siracusa    | 29-20   | 24 mar. |
| 18 nov. | 23-20  | Merano - Rovigo      | 20-27   | 24 mar. |

| Andata  | Andata | 9ª/22ª giornata      | Ritorno | Ritorno |
|         |        |                      |         |         |
| 25 nov. | 22-22  | Bressanone - Prato   | 23-24   | 31 mar. |
| 25 nov. | 26-23  | Trieste - Enna       | 26-24   | 31 mar. |
| 25 nov. | 20-20  | Rovigo - Mazara      | 18-26   | 31 mar. |
| 25 nov. | 20-33  | Siracusa - Merano    | 9-33    | 31 mar. |
| 25 nov. | 30-20  | Modena - Fasano      | 24-25   | 31 mar. |
| 25 nov. | 25-29  | Conversano - Bologna | 26-25   | 31 mar. |
| 25 nov. | 19-20  | Mordano - Rubiera    | 12-24   | 31 mar. |

| Andata | Andata | 10ª/23ª giornata    | Ritorno | Ritorno |
|        |        |                     |         |         |
| 2 dic. | 29-22  | Rubiera - Prato     | 28-27   | 7 apr.  |
| 2 dic. | 22-17  | Conversano - Rovigo | 23-27   | 7 apr.  |
| 2 dic. | 23-21  | Bologna - Modena    | 26-29   | 7 apr.  |
| 2 dic. | 25-26  | Enna - Bressanone   | 17-28   | 7 apr.  |
| 2 dic. | 29-23  | Mazara - Siracusa   | 23-18   | 7 apr.  |
| 2 dic. | 19-25  | Merano - Trieste    | 22-34   | 7 apr.  |
| 2 dic. | 20-16  | Fasano - Mordano    | 25-33   | 7 apr.  |

| Andata | Andata | 11ª/24ª giornata        | Ritorno | Ritorno |
|        |        |                         |         |         |
| 9 dic. | 20-18  | Conversano - Bressanone | 27-28   | 21 apr. |
| 9 dic. | 29-16  | Prato - Fasano          | 17-26   | 21 apr. |
| 9 dic. | 24-24  | Rovigo - Bologna        | 28-34   | 21 apr. |
| 9 dic. | 15-31  | Siracusa - Rubiera      | 17-31   | 21 apr. |
| 9 dic. | 29-24  | Mordano - Enna          | 27-31   | 21 apr. |
| 9 dic. | 24-24  | Modena - Merano         | 23-24   | 21 apr. |
| 9 dic. | 29-23  | Trieste - Mazara        | 25-23   | 21 apr. |

| Andata  | Andata | 12ª/25ª giornata    | Ritorno | Ritorno |
|         |        |                     |         |         |
| 16 dic. | 29-24  | Bressanone - Rovigo | 29-25   | 28 apr. |
| 16 dic. | 18-18  | Merano - Prato      | 27-28   | 28 apr. |
| 16 dic. | 24-28  | Enna - Rubiera      | 31-37   | 28 apr. |
| 16 dic. | 28-25  | Conversano - Modena | 24-28   | 28 apr. |
| 16 dic. | 34-17  | Bologna - Siracusa  | 34-14   | 28 apr. |
| 16 dic. | 23-28  | Fasano - Trieste    | 27-27   | 28 apr. |
| 16 dic. | 27-19  | Mazara - Mordano    | 19-20   | 28 apr. |

| \| Andata \| Andata \| 13ª/26ª giornata \| Ritorno \| Ritorno \| \| \| \| \| \| \| \| 27 gen. \| 23-26 \| Mordano - Merano \| 14-24 \| 5 mag. \| \| 27 gen. \| 31-18 \| Modena - Mazara \| 22-23 \| 5 mag. \| \| 27 gen. \| 30-24 \| Rubiera - Fasano \| 28-31 \| 5 mag. \| \| 27 gen. \| 27-22 \| Prato - Bologna \| 23-29 \| 5 mag. \| \| 27 gen. \| 32-22 \| Trieste - Bressanone \| 29-24 \| 5 mag. \| \| 27 gen. \| 21-33 \| Siracusa - Conversano \| 13-46 \| 5 mag. \| \| 27 gen. \| 27-24 \| Rovigo - Enna \| 31-32 \| 5 mag. \| |        |                       |         |         |
| Andata | Andata | 13ª/26ª giornata      | Ritorno | Ritorno |
| |        |                       |         |         |
| 27 gen. | 23-26  | Mordano - Merano      | 14-24   | 5 mag.  |
| 27 gen. | 31-18  | Modena - Mazara       | 22-23   | 5 mag.  |
| 27 gen. | 30-24  | Rubiera - Fasano      | 28-31   | 5 mag.  |
| 27 gen. | 27-22  | Prato - Bologna       | 23-29   | 5 mag.  |
| 27 gen. | 32-22  | Trieste - Bressanone  | 29-24   | 5 mag.  |
| 27 gen. | 21-33  | Siracusa - Conversano | 13-46   | 5 mag.  |
| 27 gen. | 27-24  | Rovigo - Enna         | 31-32   | 5 mag.  |

### Classifica
|  | Pos. | Squadra        | Pt | G  | V  | N | S  | GF  | GS  | D    | Note                                         |
|  | ---- | -------------- | -- | -- | -- | - | -- | --- | --- | ---- | -------------------------------------------- |
|  | 1.   | Trieste        | 71 | 26 | 23 | 2 | 1  | 720 | 570 | +150 | Qualificato alla Champions League 2001-2002  |
|  | 2.   | Rubiera        | 57 | 26 | 18 | 3 | 5  | 686 | 591 | +95  | Qualificato alla Challenge Cup 2001-2002     |
|  | 3.   | Conversano     | 51 | 26 | 16 | 3 | 7  | 703 | 618 | +85  | Qualificato alla EHF Cup 2001-2002           |
|  | 4.   | Brixen         | 47 | 26 | 15 | 2 | 9  | 640 | 573 | +67  | Qualificato alla Challenge Cup 2001-2002     |
|  | 5.   | Meran          | 44 | 26 | 13 | 5 | 8  | 642 | 602 | +40  | Qualificato alla Coppa delle Coppe 2001-2002 |
|  | 6.   | Modena         | 42 | 26 | 13 | 3 | 10 | 679 | 596 | +83  |                                              |
|  | 7.   | Bologna United | 41 | 26 | 13 | 2 | 11 | 686 | 635 | +51  |                                              |
|  | 8.   | Prato          | 40 | 26 | 12 | 4 | 10 | 581 | 567 | +14  |                                              |
|  | 9.   | Junior Fasano  | 33 | 26 | 10 | 3 | 13 | 655 | 686 | -31  |                                              |
|  | 10.  | Mazara         | 30 | 26 | 9  | 3 | 14 | 602 | 636 | -34  |                                              |
|  | 11.  | Tassina Rovigo | 26 | 26 | 8  | 2 | 16 | 586 | 628 | -42  |                                              |
|  | 12.  | Mordano        | 24 | 26 | 8  | 0 | 18 | 536 | 628 | -92  | Retrocesso in Serie A2 2001-2002             |
|  | 13.  | Haenna         | 20 | 26 | 6  | 2 | 18 | 648 | 715 | -67  | Retrocesso in Serie A2 2001-2002             |
|  | 14.  | Ortigia        | 0  | 26 | 0  | 0 | 26 | 467 | 786 | -319 | Retrocesso in Serie A2 2001-2002             |

## Play off scudetto

### Tabellone principale
|  | Quarti di finale | Quarti di finale | Quarti di finale | Quarti di finale | Quarti di finale |  |  | Semifinali | Semifinali | Semifinali | Semifinali | Semifinali |    |    | Finale | Finale  | Finale | Finale | Finale |  |
|  |                  |                  |                  |                  |                  |  |  |            |            |            |            |            |    |    |        |         |        |        |        |  |
|  | 1                | Trieste          | Trieste          | 24               | 27               |  |  |            |            |            |            |            |    |    |        |         |        |        |        |  |
|  | 8                | Prato            | Prato            | 29               | 16               |  |  | 1          | Trieste    | Trieste    | 24         | 21         |    |    |        |         |        |        |        |  |
|  | 4                | Brixen           | Brixen           | 14               | 24               |  |  | 4          | Brixen     | Brixen     | 18         | 20         |    |    |        |         |        |        |        |  |
|  | 5                | Meran            | Meran            | 17               | 19               |  |  |            |            |            |            |            |    |    | 1      | Trieste | 26     | 25     | 34     |  |
|  | 2                | Rubiera          | Rubiera          | 31               | 27               |  |  |            |            | 3          | Conversano | 20         | 23 | 29 |        |         |        |        |        |  |
|  | 7                | Bologna United   | Bologna United   | 25               | 29               |  |  | 2          | Rubiera    | 24         | 28         | 26         |    |    |        |         |        |        |        |  |
|  | 3                | Conversano       | Conversano       | 23               | 33               |  |  | 3          | Conversano | 20         | 31         | 27         |    |    |        |         |        |        |        |  |
|  | 6                | Modena           | Modena           | 21               | 31               |  |  |            |            |            |            |            |    |    |        |         |        |        |        |  |

### Risultati

#### Quarti di finale
| Squadra 1      | Squadra 2  | Andata                  | Ritorno                    | Totale  |
| -------------- | ---------- | ----------------------- | -------------------------- | ------- |
| Prato          | Trieste    | Prato, 25 aprile 2001   | Trieste, 28 aprile 2001    | 45 - 51 |
| Prato          | Trieste    | 29 - 24                 | 16 - 27                    | 45 - 51 |
| Meran          | Brixen     | Merano, 25 aprile 2001  | Bressanone, 28 aprile 2001 | 36 - 38 |
| Meran          | Brixen     | 17 - 14                 | 19 - 24                    | 36 - 38 |
| Bologna United | Rubiera    | Bologna, 25 aprile 2001 | Rubiera, 28 aprile 2001    | 54 - 58 |
| Bologna United | Rubiera    | 25 - 31                 | 29 - 27                    | 54 - 58 |
| Modena         | Conversano | Modena, 25 aprile 2001  | Conversano, 28 aprile 2001 | 52 - 56 |
| Modena         | Conversano | 21 - 23                 | 31 - 33                    | 52 - 56 |

#### Semifinali
| Squadra 1 | Squadra 2  | Gara 1                  | Gara 2                    | Gara 3                 |
| --------- | ---------- | ----------------------- | ------------------------- | ---------------------- |
| Trieste   | Brixen     | Trieste, 1º maggio 2001 | Bressanone, 5 maggio 2001 |                        |
| Trieste   | Brixen     | 24 - 18                 | 21 - 20                   |                        |
| Rubiera   | Conversano | Rubiera, 1º maggio 2001 | Conversano, 5 maggio 2001 | Rubiera, 9 maggio 2001 |
| Rubiera   | Conversano | 24 - 20                 | 28 - 31                   | 26 - 27                |

#### Finale Scudetto
| Squadra 1 | Squadra 2  | Gara 1                  | Gara 2                     | Gara 3                  |
| --------- | ---------- | ----------------------- | -------------------------- | ----------------------- |
| Trieste   | Conversano | Trieste, 12 maggio 2001 | Conversano, 16 maggio 2001 | Trieste, 19 maggio 2001 |
| Trieste   | Conversano | 26 - 20                 | 25 - 23 (d.t.s.)           | 34 - 29                 |

#### Finale 3º/4º posto
| Squadra 1 | Squadra 2 | Gara 1                     | Gara 2                  | Gara 3 |
| --------- | --------- | -------------------------- | ----------------------- | ------ |
| Brixen    | Rubiera   | Bressanone, 12 maggio 2001 | Rubiera, 18 maggio 2001 |        |
| Brixen    | Rubiera   | 25 - 30                    | 18 - 22                 |        |

## Play out salvezza

### Primo turno
| Squadra 1      | Squadra 2     | Andata                  | Ritorno               | Totale  |
| -------------- | ------------- | ----------------------- | --------------------- | ------- |
| Mordano        | Junior Fasano | Mordano, 28 aprile 2001 | Fasano, 5 maggio 2001 | 47 - 51 |
| Mordano        | Junior Fasano | 26 - 28                 | 21 - 23               | 47 - 51 |
| Tassina Rovigo | Mazara        | Rovigo, 28 aprile 2001  | Mazara, 5 maggio 2001 | 40 - 39 |
| Tassina Rovigo | Mazara        | 24 - 19                 | 16 - 20               | 40 - 39 |

### Secondo turno
| Squadra 1 | Squadra 2 | Andata                  | Ritorno                | Totale  |
| --------- | --------- | ----------------------- | ---------------------- | ------- |
| Mordano   | Mazara    | Mordano, 12 maggio 2001 | Mazara, 19 maggio 2001 | 37 - 47 |
| Mordano   | Mazara    | 22 - 20                 | 15 - 27                | 37 - 47 |

## Campioni
| Campione d'Italia 2000-2001  |
| ---------------------------- |
| Pallamano Trieste 16º titolo |

### Giocatori
| N° | Naz.                | Ruolo | Sportivo             | Anno | Alt. | Peso |
| -- | ------------------- | ----- | -------------------- | ---- | ---- | ---- |
|    | Italia (bandiera)   | P     | Ivan Mestriner       |      |      |      |
|    | Croazia (bandiera)  | P     | Diego Modrušan       |      |      |      |
|    | Italia (bandiera)   | A     | Marco Visintin       |      |      |      |
|    | Romania (bandiera)  | A     | Petru Pop            |      |      |      |
|    | Italia (bandiera)   | A     | Marco Lo Duca        |      |      |      |
|    | Italia (bandiera)   | C     | Giorgio Oveglia      |      |      |      |
|    | Italia (bandiera)   | T     | Antonio Pastorelli   |      |      |      |
|    | Italia (bandiera)   | C     | Alessandro Tarafino  |      |      |      |
|    | Italia (bandiera)   | A     | Alessandro Fusina    |      |      |      |
|    | Italia (bandiera)   | A     | Michele Guerrazzi    |      |      |      |
|    | Lituania (bandiera) | T     | Gintautas Vilaniskis |      |      |      |

### Staff
- 1º Allenatore:  Marko Sibila
- 2º Allenatore:

## Classifica marcatori
Di seguito viene riportata la classifica dei primi 3 miglior realizzatori del torneo.
| Pos. | Nazione                         | Nome                   | Club                       | Reti |
| ---- | ------------------------------- | ---------------------- | -------------------------- | ---- |
| 1    | Danimarca (bandiera)            | Kim Keller Christensen | Handball Club Conversano   | 116  |
| 2    | Romania (bandiera)              | Adi Daniel Popovici    | Polisportiva Junior Fasano | 107  |
| 3    | Bosnia ed Erzegovina (bandiera) | Samir Nezirević        | Pallamano Mazara           | 95   |